# Charles Bugbee
Charles G. Bugbee (Stratford, Londres, 29 d'agost de 1887 – Edgware, Londres, 18 d'octubre de 1959) va ser un waterpolista anglès que va competir durant el primer quart del segle xx.
Va guanyar dues medalles d'or en la competició de waterpolo dels Jocs Olímpics: el 1912 a Estocolm i el 1920 a Anvers. També disputà els Jocs de París de 1924, on l'equip britànic quedà eliminat en la primera eliminatòria per Hongria a la pròrroga.